# Ishmael Baidoo
Ishmael Baidoo (Accra, 1º dicembre 1998) è un calciatore ghanese, attaccante del KTS Weszło Varsavia.

## Carriera
Il 1º marzo 2017 viene acquistato a titolo definitivo dalla squadra bulgara del Septemvri Sofia.